# Re dei Geati
I re dei Geati o re dei Götar (Reges Getarum/Gothorum) sono coloro che governarono in modo più o meno indipendente la Götaland, la "terra dei Götar" o anche "terra dei Geati" (quest'ultimo popolo compare nel poema epico Beowulf). 
La seguente è una lista dei re che appaiono nelle fonti antiche, non si sa se ce ne siano o meno degli altri; in essa non si fa distinzione tra Götar/Gutar (svedese moderno), Gautar (norreno) e Geati/Geatas (antico inglese): questa identità è basata su studi delle leggende e dell'etimologia dei nomi.
I re dei Göter/Guter e dei Geati non sono tuttavia identificabili anche con i re dei Goti, per i quali si intendono i re di quelle popolazioni provenienti sempre dalla Götaland, ma emigrati da questa per stabilirsi nel resto d'Europa (come i Visigoti e Ostrogoti). I Göter/Guter (la popolazione originaria) e i Geati (la popolazione che rimase nella Götaland) non sono quindi sempre identificabili con i Goti (la popolazione che emigrò via dalla Götaland per stabilirsi nel resto d'Europa), anche se in alcune traduzioni  spesso non si fa differenza.
I re di Svezia dal Medioevo fino al recente 1974, ebbero il titolo di "Re di Svezia e dei Goti" o Rex Sweonum et Gothorum, come fecero anche i re di Danimarca, non facendo di fatto distinzione tra Göter/Guter, Geati e Goti.

## Re leggendari
Alcuni nomi compaiono nella mitologia norrena e nelle leggende germaniche, e in almeno un caso c'è un possibile re veramente vissuto (Hygelac). Il loro ordine di successione è incerto (sempre che siano esistiti).
- Gestiblindus, nelle Gesta Danorum.
- Gizur, che aiutò i Goti di Hlöd nelle loro battaglie contro gli Unni nella Saga di Hervör.
- Gauti (nella Saga di Herraud), probabilmente Gaut padre di Gautrek secondo la Saga degli Ynglingar. Vedi Figli di Odino.
- Ring, figlio di Gauti (re di Östergötland nella Bósa saga ok Herrauds).
- Herrauðr, figlio di Ring (re di Östergötland nella Bósa saga ok Herrauds).
- Gautrekr, figlio di Gauti, che compare in più fonti.
- Ketill Gautreksson, nella Hrólfs saga Gautrekssonar.
- Hrólfr Gautreksson, nella Hrólfs saga Gautrekssonar.
- Ungvin (V secolo), nelle Gesta Danorum, vedi Halfdan Fróðasson.
- Algaut (IV o VII secolo), nelle saghe norrene.
- Thorir, fratello di Bödvar Bjarki nella Hrólfs saga kraka ok kappa hans.

I Sikling
- Sigar?, padre di Siggeir, che corrisponde genealogicamente a Ungvin, re di Götaland nelle Gesta Danorum.
- Siggeir (V secolo), un figlio di Sigar e re di Götaland nella Saga dei Völsungar.

Gli Hreðeling
- Swerting (Swartingaz), nel Beowulf.
- Hreðel (Hrōþilōn), un parente di Swerting nel Beowulf.
- Hæþcyn (Haþukunjaz, morto nel 514-515), figlio di Hreðel nel Beowulf.
- Hygelac (Hugilaikaz/Hugleikr, morto nel 516), figlio di Hreðel nel Beowulf.
- Heardred (Hardarēdaz/Harðráðr, morto intorno al 530), figlio di Hygelac nel Beowulf.
- Beowulf (Bīōwulfaz/Bjólfr, morto intorno al 580), figlio della sorella di Hygelac nel Beowulf.

Gli Ylfing/Wulfing
- Helm?, nel Widsith.
- Högne (VII secolo), re di Östergötland nell'Heimskringla e suocero di Hjörvard.
- Hjörvard (VII secolo), re di Östergötland nel Sögubrot.
- Hjörmund (VII secolo), re di Östergötland nel Sögubrot e figlio di Hjörvard.
- Helgi Hundingsbane (VII secolo), probabilmente re di Östergötland nelle saghe norrene.

Battaglia di Bråvalla
Datata nell'VIII secolo, la poco attestata storicamente battaglia di Bråvalla (località secondo la tradizione tra Västergötland e Östergötland) fu combattuta tra il re di Svezia che avrebbe governato i Goti Occidentali e il re di Danimarca che avrebbe sottomesso i Goti Orientali.

## Re "storici"
Quando le fonti diventano più affidabili, Götaland è parte integrante del regno svedese e da Stenkil in avanti la maggior parte dei re svedesi appartiene a clan dei Geati (Casato di Stenkil, Casato di Sverker, Casato di Folkung e Casato di Erik). Nel Medioevo alcuni re in Svezia ebbero i titoli di rex Visigothorum e rex Gothorum, di fatto togliendo il ruolo di provincia centrale di Svezia a Svealand. Il re non geato Ragnvald Knaphövde fu ucciso dai Geati poiché li disprezzava e viaggiava tra loro senza ostaggi geati.
- Ingold I, re di Västergötland (1081).
- Halsten, re di Västergötland (1081).
- Magnus il Forte, re di Västergötland (regnante dal 1125 al 1130).
- Kol, re di Östergötland (vedi Ingold II di Svezia) (inizio del XII secolo).
- Karl Sverkersson, rex Gothorum prima di diventare re di tutta la Svezia.

Da Magnus III fino a Carlo XVI Gustavo i re di Svezia ebbero il titolo ufficiale di re dei Goti; e contemporaneamente, dalla conquista da parte di Valdemaro IV di Gotland fino all'ascesa di Margherita II, anche i monarchi danesi ebbero lo stesso titolo.